# (10478) Alsabti
(10478) Alsabti (1981 WO) – planetoida z pasa głównego asteroid okrążająca Słońce w ciągu 5,19 lat w średniej odległości 3 j.a. Odkryta 24 listopada 1981 roku.